# Samsung Galaxy Store
Samsung Galaxy Store, tidigare känd som Samsung Apps, är en app store som används för produkter tillverkade av Samsung Electronics. Den lanserades i september 2009. Tjänsten finns i första hand på Samsungs Galaxy-enheter, Samsung Gear och i telefoner som till exempel Samsung REX, Corby, Duos, etc. Butiken finns i 125 länder och det finns appar för Windows Mobile, Android och Bada plattformar.